# 쿠키런: 오븐브레이크
《쿠키런: 오븐브레이크》(영어: Cookie Run: OvenBreak)는 대한민국의 비디오 게임 개발사 데브시스터즈에서 제작한 러닝 액션 게임으로, 2016년 9월 27일에 캐나다, 호주, 홍콩, 필리핀, 네덜란드, 스웨덴에서 소프트런칭을 시작하여, 2016년 10월 27일에 글로벌 서비스를 시작한 모바일 게임이다. 2013년작 《쿠키런》의 후속작으로, 전작과는 달리 계정이 카카오톡, 라인으로 연동되지 않는다.

## 게임 플레이
쿠키런: 오븐브레이크는 마녀의 오븐에서 탈출한 쿠키들이 낙원을 찾아 함께 모험을 떠나는 내용이다. 쿠키런: 오븐브레이크는 점프와 슬라이드 버튼을 이용해 플레이하는 횡스크롤 게임이다. 쿠키는 고유한 능력을 가지고 있으며 펫과 함께 달리게 된다. 짝꿍 펫일 경우, 조합 보너스 효과가 적용된다. 보물 역시 고유한 능력을 가지고 있는데, 게임 재화인 크리스탈로 보물 상자나 보물을 획득할 수 있다. 보물 또한 조합 보너스 효과가 있다.

## 디스코그래피
- 《Cookie Run: Ovenbreak  OST 》
- 《Cookie Run: Ovenbreak  OST  Winter Collection》

### Cookie Run: Ovenbreak OST
데브시스터즈의 쿠키런 사운드 팀이 작업한 앨범이다. 2019년 11월 15일에 한정판 음반(2019년 12월 12일 기준 매진)으로 발매되었으며, 대한민국 내외 디지털 음원으로 발매되었다.

#### 영상
- 티저 #1 - I Want You Every Day: https://youtube.com/watch?v=uaqcO3sV3W4
- 미리듣기: https://youtube.com/watch?v=SQLEHdcvAEs
- 개봉기: https://youtube.com/watch?v=YmDS7oxiHS0
- 티저 #2 - 응원 (Go For It!): https://youtube.com/watch?v=_Qhbr4_WmtE
- 뮤직비디오 - I Want You Every Day
  - 한국어 자막: https://youtube.com/watch?v=G73WTqiaXXk
  - 영어 자막: https://www.youtube.com/watch?v=Z2sMGO38nAo
  - 무자막: https://www.youtube.com/watch?v=wWt2QLEAa9s
- 뮤직비디오 - 응원 (Go For It!)
  - 한국어 자막: https://youtube.com/watch?v=FUW3m4IDwEI
  - 영어 자막: https://www.youtube.com/watch?v=xrCfSXBbdv4
  - 무자막: https://www.youtube.com/watch?v=SJhrp18F2WY
- 전곡 한 번에 듣기: https://youtube.com/watch?v=BUtNy3Sy_1g

#### 예약 판매
한국 시간으로 2019년 11월 4일에 예약 판매를 시작하여 24시간만인 11월 5일 16시에 매진되었다. 이후 당일 20시부터 2차 예약 판매를 시작하여 11월 7일에 매진되었다. 마지막으로 11월 8일부터 11월 14일까지 3차 예약 판매를 진행하였다.

### Cookie Run: Ovenbreak OST Winter Collection
2019년 11월 28일에 '눈이 오면'이 공개, 2019년 12월 3일에 디지털 음원으로 발매되었다.

#### 영상
- 뮤직비디오 - 눈이 오면: https://youtube.com/watch?v=KDTe290CTmk
  - 한국어 자막 전용: https://youtube.com/watch?v=6U53OCn69p8
  - 무자막: https://youtube.com/watch?v=hAVGlz2qCuk

## 같이 보기
- 쿠키런
- 쿠키런: 킹덤

### 내용주
1. ↑  데브시스터즈의 자회사이며, 음악은 데브시스터즈에서 제작한다.

### 참조주
1. ↑  “데브시스터즈, ‘쿠키런: 오븐브레이크’ 해외 6개국 대상 소프트런칭”. 《디스이즈게임》. 2016년 9월 27일. 2024년 12월 8일에 확인함.
2. ↑  “데브시스터즈, ‘쿠키런: 오븐브레이크’ 글로벌 정식 서비스 시작”. 《디스이즈게임》. 2016년 10월 27일. 2024년 12월 8일에 확인함.
3. 1 2  쿠키런 스마트 스토어의 쿠키런: 오븐브레이크 OST 앨범 (보존)